# Джавадзаде, Самир Рафик оглы
Самир Рафик оглы Джавадзаде (род. 16 апреля 1980, Баку) — азербайджанский эстрадный певец, участник Евровидения-2008.

## Биография
Самир начал петь с раннего детства. В 1992 году начал заниматься музыкой в музыкальной школе № 9 г. Баку по профилю ханенде (вокалист, исполнитель азербайджанской народной музыки).
В 1997 году поступил в Университет бизнеса на факультет «международные экономические отношения». После окончания Университета служил в армии.
По возвращении из армии в течение трёх лет был солистом популярной группы «Шерон», после чего начал сольную карьеру. Как исполнитель одинаково успешен как в жанре фольк-поп, так и в поп-рок и джазовой музыке.
В 2008 году Самир Джавадзаде совместно с Эльнуром Гусейновым представил Азербайджан на Международном конкурсе Евровидение-2008. Благодаря Самиру на европейской поп-сцене впервые прозвучал азербайджанский мугам. Противостояние Ангела и Дьявола, воплощённое Самиром и Эльнуром в песне азербайджанского композитора Говхар Гасанзаде «Day after Day», снискало неплохую поддержку у европейских телезрителей.